# اختلال کم‌میلی جنسی
اختلال کم‌میلی جنسی (به انگلیسی: Hypoactive sexual desire disorder) عبارت است از عدم تمایل جنسی و داشتن حداقل هوس و اشتیاق لازم برای انجام آمیزش جنسی در یک زوج، که غالباً در زندگی زناشویی روی می‌دهد.
سردمزاجی یا کم میلی جنسی عوامل متعددی می‌تواند داشته باشد. از جمله عوامل مؤثر در سردمزاجی زنان و مردان به بعد احساساتی و تغذیه ای می‌توان اشاره کرد البته که عامل ژنتیک را در کنار همه این عوامل می‌تواند درنظر گرفت.

## دلایل پزشکی سردمزاجی
- فشار خون می‌تواند یکی از عوامل مؤثر باشد. جریان خون کم در قسمت رحم و واژن زنان می‌تواند بر میزان شهوت آن‌ها تأثیرگذار باشد.
- درد و سوزش در واژن زنان می‌تواند عوامل مختلف داشته باشد اما نتیجه این درد و سوزش تأثیر مستقیم در رابطه‌های جنسی دارد.
- اختلال در سطح هورمونی و پایین بودن تستسترون بر سردمزاجی تأثیر دارد. عمده دلیل پزشکی برای سردمزاجی زنان همین موضوع است. زنان به دلایل مختلف خیلی آسان می‌توانند دچار اختلال هورمون شوند.
- اضافه وزن بر سردی مزاج در زنان تأثیر اندک اما در هر صورت تأثیر دارد.
- استرس و نگرانی تأثیر بسزایی در کیفیت رابطه جنسی دارد حال این اضطراب بر سردی مزاج نیز تأثیرگذار است. عوامل روحی در زنان بسیار مؤثر است خصوصاً افسردگی. استفاده بدون دلیل از قرص‌های افسردگی می‌تواند زندگی زناشویی را تهدید کند.
- مشکلات مزمن چون دیابت، تیروئید، کم خونی، بیماری‌های قلبی و عصبی و …
- یائسگی، بارداری و تغذیه نوزاد از مادر بر میل جنسی مادر اثر دارد.